# Immeuble Glaverbel
L'Immeuble Glaverbel est un bâtiment de style fonctionnaliste édifié par les architectes Renaat Braem, Pierre Guillissen, André Jacqmain et Victor Mulpas à Watermael-Boitsfort, une commune de Bruxelles, capitale de la Belgique.
Témoin majeur de l'architecture fonctionnaliste de son époque, l'immeuble est considéré comme « emblématique », et « iconique » et est « unanimement reconnu comme un des joyaux architecturaux indémodables de la capitale ».

## Localisation
L'immeuble Glaverbel est situé aux numéros 164-166-166b-166d de la chaussée de la Hulpe à Watermael-Boitsfort
, juste en face de l'immeuble CBR construit par Constantin Brodzki et Marcel Lambrichs, non loin de la forêt de Soignes.

## Statut patrimonial
L'immeuble Glaverbel ne fait pas l'objet d'un classement au titre des monuments historiques mais il est inscrit sur la liste de sauvegarde de la Région de Bruxelles-Capitale depuis le 1er décembre 2022.
Par ailleurs, il figure à l'Inventaire du patrimoine architectural de la Région de Bruxelles-Capitale sous la référence 26278.

## Historique

### Une ceinture verte au sud de la capitale
« Sous l'impulsion du roi Léopold II, c'est à l'extrême fin du XIXe siècle que se concrétise l'idée de joindre Boitsfort à la nouvelle avenue de Tervueren ». Le chantier du boulevard du Souverain ainsi que les aménagements de l'avenue Delleur et de la chaussée de La Hulpe permettent alors de constituer une vaste ceinture verte au sud de la capitale.
Au XXe siècle, cette ceinture verte devient le lieu d'élection de grandes sociétés qui y implantent leur siège : le siège de Glaverbel est érigé en 1967 par les architectes André Jacquemin, Victor Mulpas, Pierre Guillissen et Renaat Braem, celui des Cimenteries et Briqueteries réunies par Constantin Brodzki et Marcel Lambrichs en 1967-1970 et celui de la Royale Belge par René Stapels et Pierre Dufau également en 1967-1970,.

### Édification de l'immeuble Glaverbel
Le siège de Glaverbel est conçu en 1962-1964 à l'occasion d'un concours national d'architecture remporté par quatre jeunes architectes : Renaat Braem, André Jacqmain, Victor Mulpas et Pierre Guillissen,.
L'immeuble est construit pour accueillir le siège social de la société Glaverbel, qui souhaitait y regrouper ses bureaux alors dispersés dans l'agglomération bruxelloise.
Le siège du Glaverbel constitue alors une véritable carte de visite pour la société puisqu'il est abondamment paré du double vitrage Thermopane, un produit phare de Glaverbel.
Construit par l'entreprise François et fils SA, l'immeuble est inauguré en 1967 et reçoit le prix d'architecture de la province du Brabant.
À partir de 1981, l'immeuble est partagé 40/60 avec l'entreprise de construction CFE,.

En 1985, l'immeuble est vendu à la Compagnie immobilière de Belgique,.
En 1996, à l'expiration du bail de 15 ans de CFE, le propriétaire du bâtiment entreprend une rénovation en profondeur, confiée à l'Atelier d'Architecture de Genval,,.
Vendu à Buysse & Partners en 2020, le site qui offre 30.000 m² de bureaux accueille aujourd'hui 25 sociétés avec un accès à des équipements collectifs,,.

### Inscription sur la liste de sauvegarde
En 2021, le député bruxellois Ecolo Tristan Roberti interpelle le Secrétaire d'État bruxellois à l'Urbanisme Pascal Smet : « Ces dernières années, le Gouvernement a décidé d'inscrire sur la liste de sauvegarde du patrimoine immobilier deux autres immeubles emblématiques de l'axe Souverain-Delleur-Hulpe : le bâtiment Souverain 25, ex-siège de la Royale Belge, et le bâtiment Hulpe 185, ex-siège de la CBR. Pour l'immeuble Glaverbel, aucune initiative n'a, à ma connaissance, été prise à ce stade alors que celui-ci mériterait tout autant que les deux exemples précités de bénéficier d'une protection patrimoniale adéquate ».
Tristan Roberti invite Pascal Smet à examiner, avec la Direction du Patrimoine culturel, l'opportunité d'entamer une procédure d'inscription sur la liste de sauvegarde du patrimoine immobilier pour l'immeuble Glaverbel et le site qui l'accueille.
Cette demande est accueillie positivement par le Secrétaire d'État qui confirme alors qu'un dossier d'inscription sur la liste de sauvegarde du patrimoine immobilier était en préparation et que le Gouvernement serait saisi prochainement de ce dossier.
En décembre 2022, le gouvernement de la région de Bruxelles-Capitale protège définitivement les façades du bâtiment Glaverbel en les inscrivant comme monument sur la liste de sauvegarde. Les abords du bâtiment sont classés et, eux aussi, protégés.

## Description
Le bâtiment, de la forme d'une couronne de 115 mètres de diamètre externe et 75 mètres de diamètre interne, possède une façade faite de verre et de parements de pierre naturelle,,.
Il est implanté dans un parc arboré de 3,25 hectares conçu par l'architecte-paysagiste Jacques Wirtz et composé de parcs préexistants de style paysager qui appartenaient autrefois à deux vastes propriétés.